# NAZ (xưởng phim)
NAZ Co., Ltd. (Nhật: 株式会社NAZ Hepburn: Kabushiki-gaisha Nazu) là một xưởng phim hoạt hình Nhật Bản được thành lập vào năm 2013 hiện đang tọa lạc tại Musashino, Tokyo.

## Tác phẩm

### Series phim truyền hình
| Tiêu đề                                       | Đạo diễn                    | Ngày bắt đầu phát sóng | Ngày kết thúc phát sóng | Số tập | Ghi chú                                                                                        |
| --------------------------------------------- | --------------------------- | ---------------------- | ----------------------- | ------ | ---------------------------------------------------------------------------------------------- |
| Hamatora: The Animation                       | Kishi Seiji, Kimura Hiroshi | 8 tháng 1, 2014        | 26 tháng 3, 2014        | 12     | Một phần của dự án Hamatora.                                                                   |
| DRAMAtical Murder                             | Kazuya Miura                | 6 tháng 7, 2014        | 1 tháng 9, 2014         | 12     | Dựa trên visual novel BL cùng tên của Nitro+chirus.                                            |
| Hajimete no Gal                               | Hiroyuki Furukawa           | 12 tháng 7, 2017       | 13 tháng 9, 2017        | 10     | Chuyển thể từ bộ truyện tranh cùng tên của Ueno Meguru.                                        |
| Angolmois: Genkō Kassen-ki                    | Takayuki Kuriyama           | 11 tháng 7, 2018       | 26 tháng 9, 2018        | 12     | Chuyển thể từ bộ truyện tranh của Takagi Nanahiko.                                             |
| Ore ga Suki nano wa Imōto dakedo Imōto ja nai | Furukawa Hiroyuki           | 10 tháng 10, 2018      | 19 tháng 12, 2018       | 10     | Chuyển thể từ một bộ light novel được viết bởi Ebisu Seiji. Đồng sản xuất với Magia Doraglier. |
| ID – INVADED                                  | Aoki Ei                     | 5 tháng 1, 2020        | 22 tháng 3, 2020        | 13     | Tác phẩm gốc.                                                                                  |
| Infinite Dendrogram                           | Kobayashi Tomoki            | 9 tháng 1, 2020        | 16 tháng 4, 2020        | 13     | Chuyển thể từ một bộ light novel được viết bởi Kaidō Sakon.                                    |
| Itazuraguma no Gloomy                         | Kobayashi Tomoki            | 12 tháng 4, 2021       | 28 tháng 6, 2021        | 12     | Tác phẩm gốc.                                                                                  |
| Hoshi no Samidare                             | Nakanishi Nobuaki           | 9 tháng 7, 2022        | 24 tháng 12, 2022       | 24     | Chuyển thể từ manga của Mizukami Satoshi.                                                      |
| Special Kid Factory                           | Ikariya Atsushi             |                        |                         |        | Tác phẩm gốc.                                                                                  |

### OVA
| Tiêu đề                                       | Đạo diễn          | Phát hành                           | Số tập |
| --------------------------------------------- | ----------------- | ----------------------------------- | ------ |
| DRAMAtical Murder: Data_xx_Transitory         | Miura Kazuya      | 24 tháng 12, 2014                   | 1      |
| Hajimete no Gal: Hajimete no Bunkasai         | Furukawa Hiroyuki | 26 tháng 12, 2017                   | 1      |
| Ore ga Suki nano wa Imōto dakedo Imōto ja nai | Furukawa Hiroyuki | 27 tháng 2, 2019 – 27 tháng 3, 2019 | 2      |

### ONA
| Tựa đề                    | Đạo diễn                                 | Ngày phát hành                     | Số tập | Ghi chú                                                                   |
| ------------------------- | ---------------------------------------- | ---------------------------------- | ------ | ------------------------------------------------------------------------- |
| Id:Indeed                 | Aoki Ei (tổng đạo diễn), Ikariya Atsushi | 8 tháng 1, 2021 - 26 tháng 3, 2021 | 12     | Ngoại truyện của Id:Invaded                                               |
| Thermae Romae Novae       | Tatamitani Tetsuya                       | 28 tháng 3, 2022                   | 11     | Chuyển thể từ manga của Yamazaki Mari.                                    |
| Good Night World          | Kikuchi Katsuya                          | 12 tháng 10, 2023                  | 12     | Chuyển thể từ manga của Okabe Uru.                                        |
| Garouden: Cô lang chi đạo | Ikariya Atsushi                          | 23 tháng 5, 2024                   | 8      | Chuyển thể từ bộ tiểu thuyết của Yumemakura Baku; phát hành trên Netflix. |

### Các dự án khác
| Tiêu đề                     | Phát hành         | Chú thích                                                               |
| --------------------------- | ----------------- | ----------------------------------------------------------------------- |
| It Girk                     | 30 tháng 9, 2014  | Video âm nhạc dựa trên bài hát cùng tên của Pharrell Williams.          |
| IDOLiSH7: GENSTER GENERATON | 23 tháng 7, 2015  | Video âm nhạc cho nhóm nhạc thần tượng ảo Idolish7.                     |
| Match Shoujo                | 10 tháng 2, 2016  | Video quảng bá cho loạt truyện tranh Match Shoujo của Suzuki Sanami.    |
| TRIGGER: Leopard Eyes       | 16 tháng 12, 2015 | Video âm nhạc cho nhóm thần tượng ảo Trigger thuộc series Idolish7.     |
| Blood Lad: Kanketsu-hen     | 11 tháng 1, 2017  | Video quảng cáo tập cuối cùng của bộ truyện Blood Lad của Kodama Yūki . |
| Mr. Fixer                   | 4 tháng 7, 2020   | Video âm nhạc cho Mr. Fixer, ca khúc mở đầu của anime ID – INVADED.     |